# Noruega en los Juegos Olímpicos de Chamonix 1924
Noruega estuvo representada en los Juegos Olímpicos de Chamonix 1924 por un total de 14 deportistas que compitieron en 5 deportes.  
El portador de la bandera en la ceremonia de apertura fue el patinador de velocidad Harald Strøm.

## Medallistas
El equipo olímpico noruego obtuvo las siguientes medallas:
| Nombre               | Deporte               | Competición        |
| -------------------- | --------------------- | ------------------ |
| Oro                  |                       |                    |
| Thorleif Haug        | Combinada nórdica     | Individual M       |
| Thorleif Haug        | Esquí de fondo        | 18 km M            |
| Thorleif Haug        | Esquí de fondo        | 50 km M            |
| Jacob Tullin Thams   | Saltos en esquí       | Trampolín normal M |
| Plata                |                       |                    |
| Thoralf Strømstad    | Combinada nórdica     | Individual M       |
| Johan Grøttumsbråten | Esquí de fondo        | 18 km M            |
| Thoralf Strømstad    | Esquí de fondo        | 50 km M            |
| Oskar Olsen          | Patinaje de velocidad | 500 m M            |
| Roald Larsen         | Patinaje de velocidad | 1500 m M           |
| Roald Larsen         | Patinaje de velocidad | Completo M         |
| Narve Bonna          | Saltos en esquí       | Trampolín normal M |
| Bronce               |                       |                    |
| Johan Grøttumsbråten | Combinada nórdica     | Individual M       |
| Johan Grøttumsbråten | Esquí de fondo        | 50 km M            |
| Roald Larsen         | Patinaje de velocidad | 500 m M            |
| Sigurd Moen          | Patinaje de velocidad | 1500 m M           |
| Roald Larsen         | Patinaje de velocidad | 5000 m M           |
| Roald Larsen         | Patinaje de velocidad | 10 000 m M         |